# Owen Franks

a Compétitions nationales et continentales officielles uniquement.

b Matchs officiels uniquement.
Dernière mise à jour le 28 novembre 2023.
Owen Thomas Franks, né le 23 décembre 1987 à Motueka (Nouvelle-Zélande), est un joueur international néo-zélandais de rugby à XV qui évolue au poste de pilier droit.
Son frère, Ben Franks, évolue également au poste de pilier et est international néo-zélandais.
Il joue avec les All Blacks de 2009 à 2019 avec qui il remporte deux titres de champion du monde en remportant les éditions 2011 et 2015 de la Coupe du monde.

## Biographie
Owen Franks dispute la NPC à partir de 2007 avec la province de Canterbury. En 2009, il est intégré à la franchise des Crusaders avec laquelle il fait ses débuts en Super 14.
En 2007, il dispute une rencontre avec l'équipe de Nouvelle-Zélande des moins de 21 ans.
Deux ans plus tard, il dispute son premier test match avec les All Blacks contre l'Italie le 27 juin 2009. Sélectionné pour le Tri-nations 2009, il dispute plusieurs matchs dans la compétition.
L'année suivante, il est intégré au groupe de joueurs pour le Tri-nations 2010 et participe grandement à la victoire de la Nouvelle-Zélande,. Le 23 août 2011, il est retenu par Graham Henry dans la liste des trente joueurs qui disputent la Coupe du monde et la remporte,.
Quatre ans plus tard, il participe également au sacre de la Nouvelle-Zélande à la Coupe du monde 2015,.
En 2016, il est sélectionné en équipe nationale pour le Rugby Championship que son pays remporte en gagnant toutes ses confrontations.
En 2017, il remporte son premier Super Rugby avec les Crusaders. L'année suivante, il remporte également la compétition.
À l'issue de la saison 2019 de Super Rugby, qu'il a encore une fois remporté avec les Crusaders pour la troisième année consécutive, il fait son départ de la franchise de Christchurch pour rejoindre la Premiership anglaise et les Northampton Saints, où son frère Ben évolue notamment. Fin août 2019, il ne fait pas partie du groupe néo-zélandais convoqué pour disputer la Coupe du monde 2019 au Japon.
Après deux saisons où il a peu joué en Angleterre à cause de plusieurs blessures, il fait son retour en Nouvelle-Zélande au sein de la franchise des Hurricanes à compter de la saison 2022 de Super Rugby.
Durant le mois d'août 2023, il rejoint le Stade toulousain en tant que joker Coupe du monde pour pallier les nombreuses absences au poste de pilier droit à Toulouse, où Dorian Aldegheri, Charlie Faumuina, Nepo Laulala sont à la Coupe du monde et Paul Mallez est prêté à Provence,. Il fait son départ du club haut-garonais au mois de novembre suivant.
Toujours en novembre 2023, il est annoncé qu'il fait son retour chez les Crusaders pour la saison 2024 de Super Rugby.

## Statistiques en équipe nationale
Owen Franks compte 108 sélections, dont 98 en tant que titulaire, sous le maillot des All Blacks entre 2009 et 2019. Avec les Kiwis, il dispute successivement deux Coupe du monde en 2011 et en 2015. Il participe à deux éditions du Tri-nations en 2009, 2010, 2011 et à huit éditions du The Rugby Championship en 2012, 2013, 2014, 2015, 2016, 2017, 2018 et 2019.

## Palmarès

### Canterbury
- Vainqueur du National Provincial Championship en 2008, 2009 et 2010 avec Canterbury.
- Finaliste du National Provincial Championship en 2022 avec Canterbury.

### Crusaders
- Finaliste du Super Rugby en 2011 et 2014 avec les Crusaders.
- Vainqueur du Super Rugby en 2017, 2018 et 2019 avec les Crusaders.

### Équipe de Nouvelle-Zélande
- Vainqueur de la Pacific Nations Cup en 2009 avec les Junior All Blacks.
- Vainqueur du Tri-nations/Rugby Championship en 2010, 2012, 2013, 2014, 2016, 2017 et 2018 avec la Nouvelle-Zélande.
- Vainqueur de la Coupe du monde en 2011 et 2015 avec la Nouvelle-Zélande.